# Josef Streb
Josef Streb (16 aprile 1912 – ...) è stato un calciatore tedesco, di ruolo attaccante.